# Ибанаг
Ибанаг (познатији и као Ибанак) је етнолингвистичка мањина која броји нешто више од 500.000 припадника, који живи у покрајинама Кагајан, Изабела и Нуева Визкаја. Ибанаг је једна од највећих етнолингвистичких мањина на Филипинима. Ибанаги су староседеоци северног Лузона.

## Етимологија
Термин Ибанаг потиче од префикса I- што значи „људи“ и речи bannag што значи „река“. Ово име базирано на топониму је слично неповезаној етимологији имена народа Тагалог, које потиче од речи taga- („народ“) и ilog („река“).

## Језик
Језик ибанаг говори око 500.000 људи, највише у провинцијама на северу Филипина као што су Изабела и Кајаган. Овај језик је члан малајско-полинезијске групе аустронезијске породице језика. Највише је сродан језицима итавес, ата и малавег.
Ибанаги говоре исти језик под истим именом. Међутим, због покушаја филипинске владе да замени мањинске језике и наметање филипинског као лингва франка, употреба језика Ибанагу сада је смањена, али остаје јака на Ибанаге који живе у иностранству. Дакле, док још има Ибанага, језик се полако раселава. Поред тога, многи, ако не и највећи ибанаги, говоре Илоцано, који је током година заменио Ибанаг као доминантнији језик у региону.
Највише Ибанага говори језик илокано као лингва франка.

## Карактеристике
Ибанаги су најприступачнији и најприлагодљивији међу групама Филипинаца - лако су под утицајем људи који их окружују, и очигледни су у њиховом укусу хране, одеће и језика.
Ибанаги се сматрају највишим од свих етно-лингвистичких група на Филипинима и често се разликују по боји лактова (Kunnasi kangisi 'na sikum, што значи "Колико је мрак ваш лакат?"). Често се шале на Ибанагове да су им лактови тамнији од осталих Филипинаца. Поред тога, ибанаги имају тенденцију да буду виши на складишту и имају необичну висину на мосту својих носова.

## Домаћинство
Главно занимање је пољопривреда за наводњавање (узгој риже, абаке, камотеса, слатког кромпира, поврћа, као и узгој духана). Развијају се занати - ткање, грнчарија. Материјална култура је генерална филипинска.

## Религија
По вероисповести су углавном католици, међутим у њиховој религији је још увек присутан култ духова предака.